# 三河八橋站
三河八橋站（日语：／ Mikawa-Yatsuhashi eki */?）是一個位於日本愛知縣豐田市花園町五反田39，名古屋鐵道三河線的鐵路車站。車站編號是MY02。

## 車站構造
島式月台1面2線的地面車站。
| 月台 | 路線           | 方向 | 目的地 | 備註 |
| ---- | -------------- | ---- | ------ | ---- |
| 1    | 三河線（山線） | 下行 | 往猿投 |      |
| 2    | 三河線（山線） | 上行 | 往知立 |      |

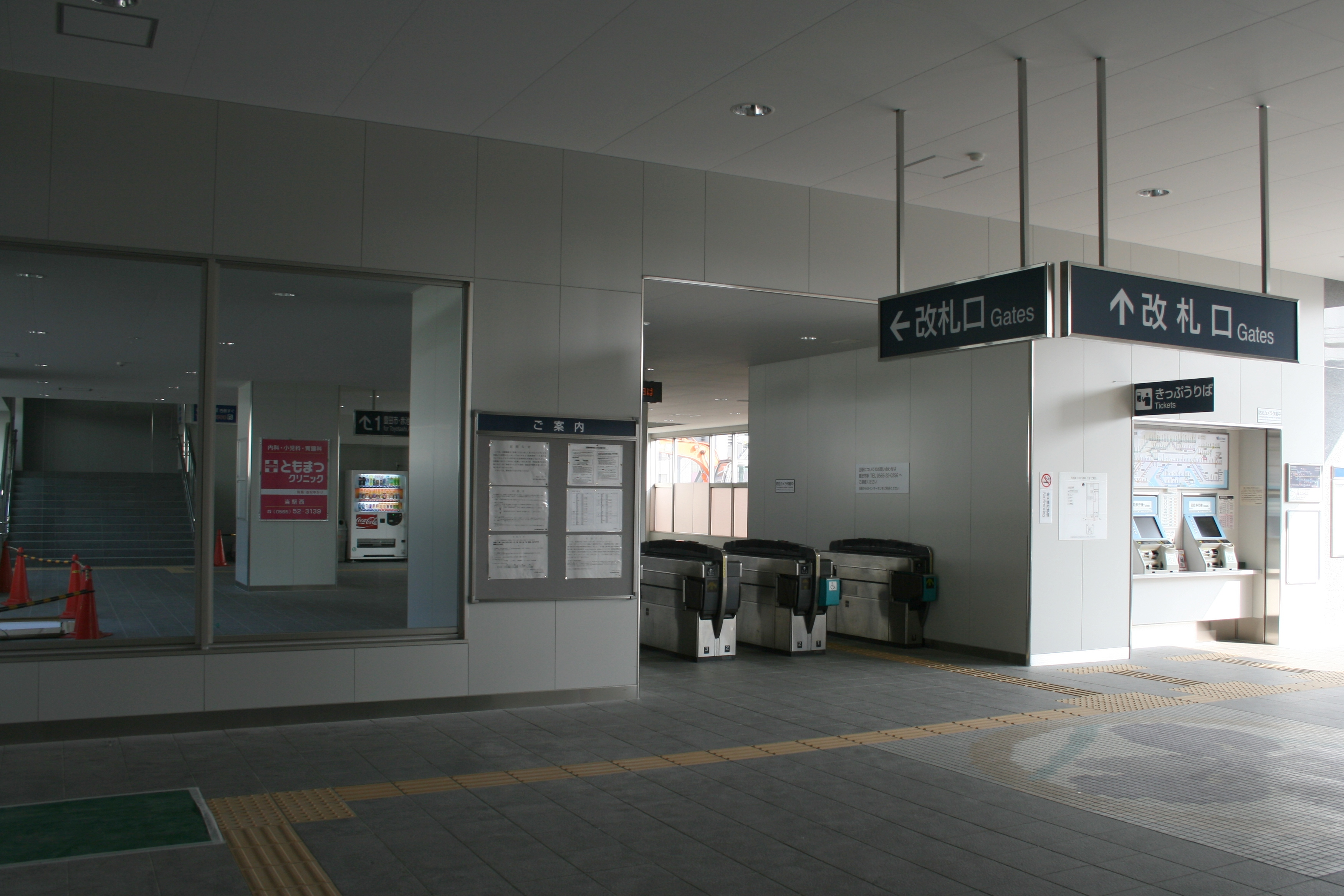
閘口附近
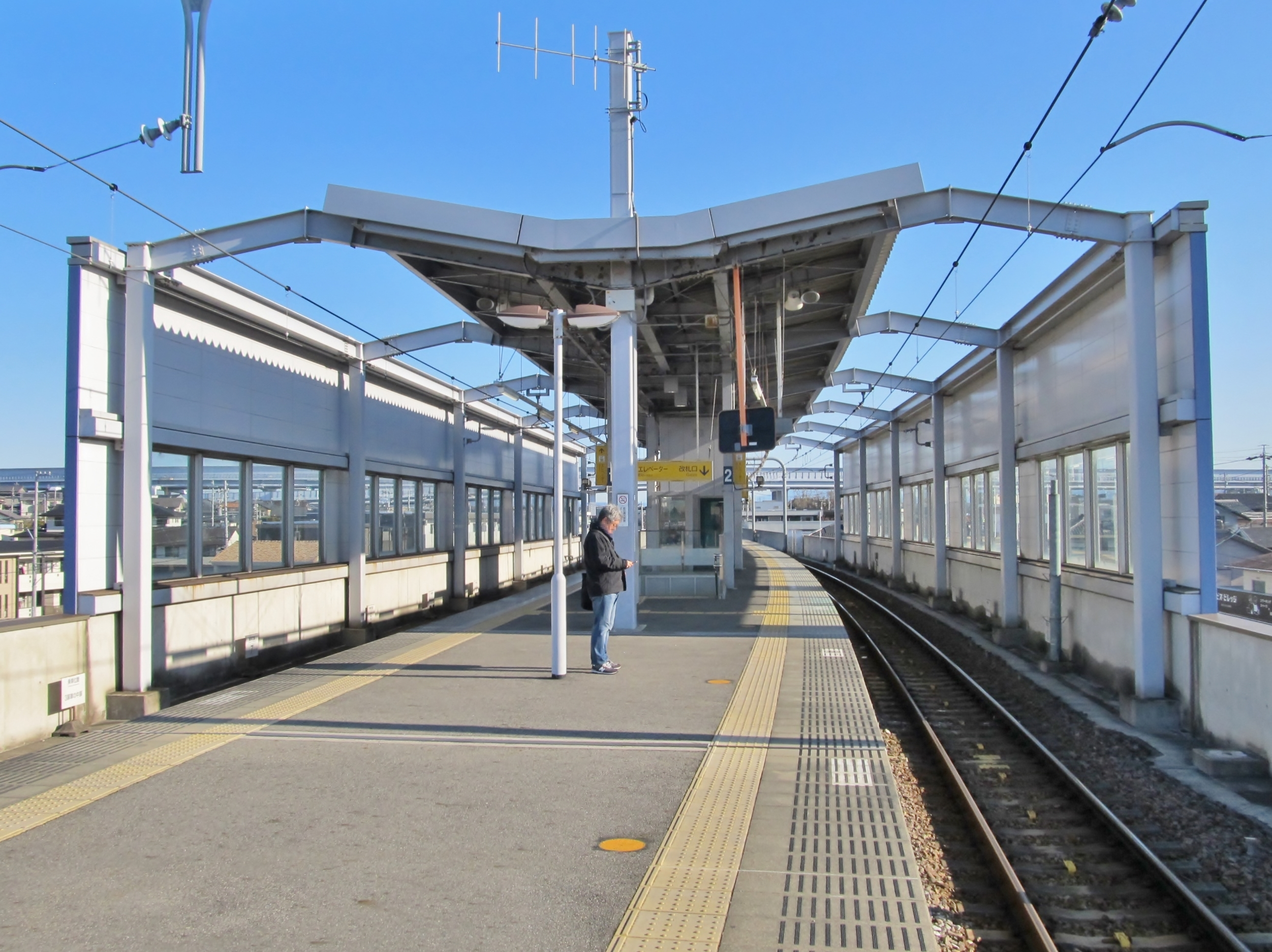
月台(2024年2月)
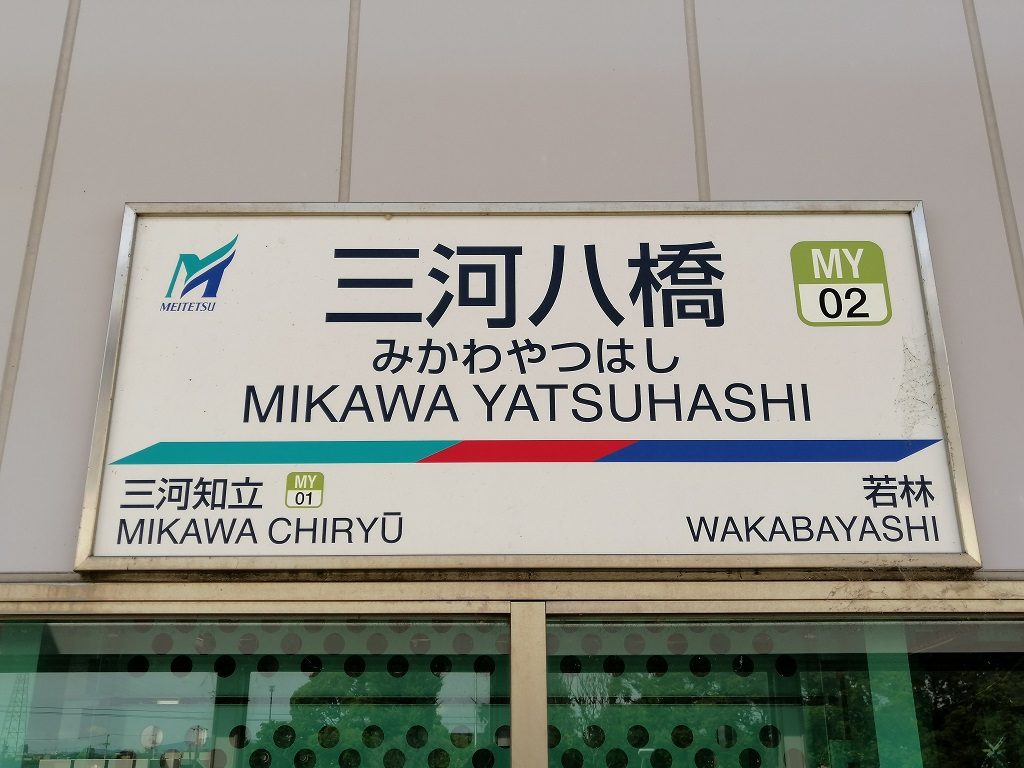
站名牌

### 配線圖
| ← 豐田市、 猿投方向 | 三河八橋站 構內配線略圖 | → 知立方向 |
| 图例 参考文献：     |                         |            |

## 使用情況
| 年度   | 1日平均 乗降人員 |
| ------ | ---------------- |
| 2010年 | 2,701            |
| 2011年 | 2,736            |
| 2012年 | 2,850            |
| 2013年 | 3,093            |
| 2014年 | 3,149            |
| 2015年 | 3,326            |
| 2016年 | 3,343            |
| 2017年 | 3,337            |
| 2018年 | 3,370            |

## 相鄰車站
名古屋鐵道
 三河線（山線）
若林（MY03）－三河八橋（MY02）－三河知立（MY01）

### 來源
1. ↑  清水武. . 鉄道ピクトリアル (電気車研究会). 1971-01, 246: 64.
2. ↑  太田貴之. . 鉄道ピクトリアル (電気車研究会). 2009-03, 816: 38.
3. ↑  三河線 路線・駅情報 - 電車のご利用案内 （页面存档备份，存于）、2019年7月14日閲覧
4. 1 2  駅時刻表：名古屋鉄道・名鉄バス （页面存档备份，存于）、2018年2月24日閲覧
5. ↑  斎藤健太郎（編）『名古屋鉄道完全データDVDBOOK』、p.105,メディアックス、2011年7月、ISBN 978-4-86201-383-5

## 外部連結
- 三河八橋 - 名古屋鐵道